# Argualas
L'Argualas o pic d'Argualas, també conegut com a pic de la Bandera, és una muntanya de 3.046 m d'altitud, amb una prominència de 71 m, que es troba al massís de Infierno-Argualas, a la província d'Osca (Aragó).
La primera ascensió de la qual es té constància, la realitzà el capità V. de Heredia l'any 1790.